# Die Gewalt bin ich
Die Gewalt bin ich (Originaltitel: Il cinico, l'infame, il violento) ist ein italienischer Kriminalfilm unter der Regie von Umberto Lenzi.

## Handlung
Luigi Maietto, der Chinese genannt wird, ist aus dem Gefängnis entflohen und verübt mit Komplizen einen Mordanschlag auf den Ex-Kommissar Tanzi, dem er seine eigentlich lebenslange Haft verdankt. Der hatte aus Protest gegen seine Vorgesetzten, die seine rustikalen Ermittlungsmethoden missbilligten, den Dienst quittiert und war von Rom nach Mailand gezogen. Tanzi überlebt, lässt sich für tot erklären und macht nun seinerseits Jagd auf den Verbrecher, der sich mittlerweile (zurück in Rom) mit dem mächtigen italo-amerikanischen Gangsterboss Di Maggio zusammengetan hat. Es gelingt Tanzi, zwischen den Banden der beiden Verbündeten Unfrieden zu stiften; nachdem Maietto klar wird, dass Tanzi noch lebt, versucht er erneut, ihn zu beseitigen. Bei den blutigen Auseinandersetzungen wird Di Maggio getötet; Tanzi kann schließlich Maietto nach dessen Flucht zu Fuß stellen und erschießen.

## Kritik
Das Werk wurde überwiegend negativ beurteilt. Das Lexikon des Internationalen Films sah einen „mit sadistischen Brutalitäten gespickter Actionfilm.“; die italienischen Kritiker bemängelten vor allem die maskenhafte Interpretation Merlis in der Rolle des Kommissars. S.C. meinte, Regisseur Lenzi fertigte „unter Nutzung der üblichen Formeln des Rächerfilms ein Durchschnittsprodukt mit Happy-End als Lohn, die Mechanismen der Geschichte seien jedoch alt und vorhersehbar, es mangele an Spannung und der Film habe weder Salz noch Pfeffer.“

## Hintergrund
Die Drehorte waren Mailand, Rom und Chiasso. Das italienische Einspielergebnis lag bei 144 Millionen Lire.
Die deutschsprachige Erstaufführung erfolgte auf Video.